# Селенге
Селенге (раніше Селенгинський аймак; монг. Сэлэнгэ аймаг) —аймак у Монголії.

## Розташування
Селенге знаходиться на півночі Монголії. Його північна межа водночас є кордоном Монголії та Росії. На захід від Селенге знаходиться Булган, на півдні – Туве, на сході – Хентій. У центральній частині анклавом розташований аймак Дархан-Уул. Центр—місто Сухе-Батор розташований на відстані 311 км від Улан-Батора.

## Прапор Селенги
Прапор аймаку Селенга було затверджено 24 грудня 1999 року
Прапор провінції символізує вічне небо, річкову воду.

## Етнічні групи та мови

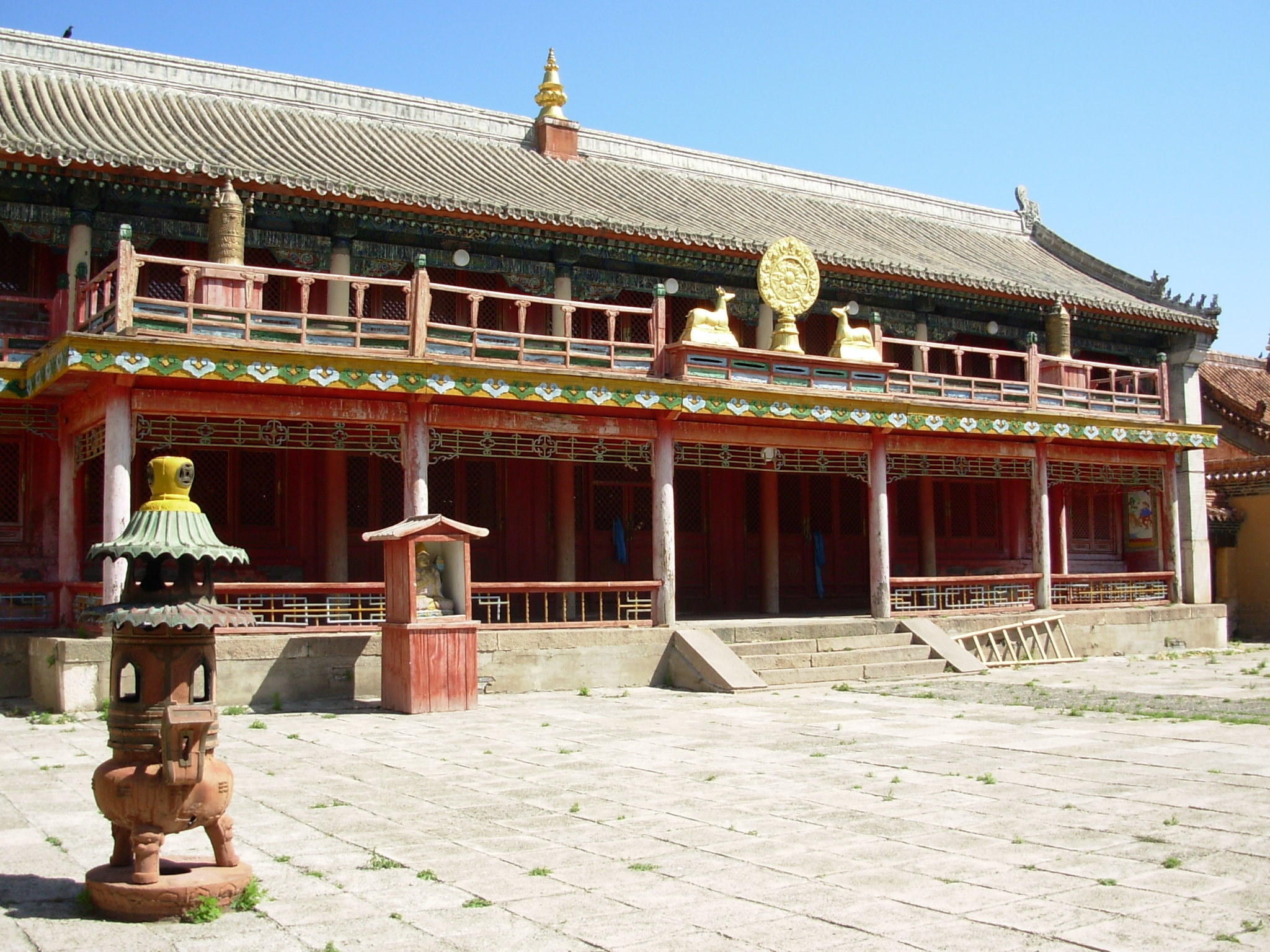
Amarbayasgalant Khiid

Окрім халха-монголів в аймаці живуть буряти та казахи (0,9%), росіяни (0,4%), китайці (0,4%). На території аймаку розповсюджені окрім монгольської мови також бурятська, казахська, російська та китайська мови. У першій половині ХХ століття було 7 російських сіл.

## Економіка
Селенгинський аймак виробляє 40-56% зерна країни. Розвинута переробка деревини, виробництво цементу, крейди та золота. На південному-сході у вугільній шахті в Шарин-Гол здійснюється видобуток вугілля  відкритим способом до двох млн тонн вугілля на рік для теплових електростанцій, які забезпечують підприємства міста Ерденет та Булганського аймаку.

## Рельєф

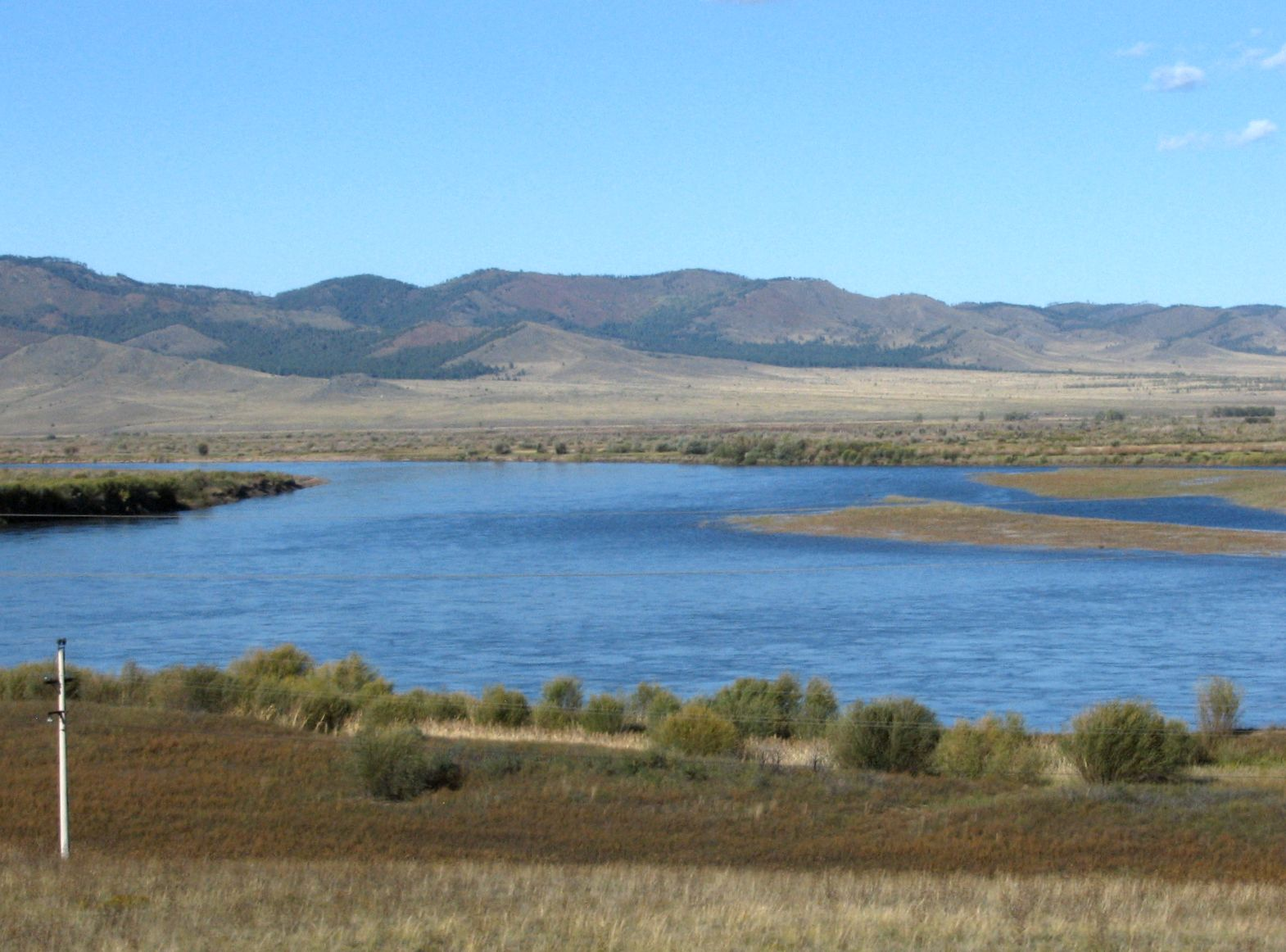
Річка Селенга

У Селенгинському аймаку протікають такі великі річки, як Орхон, Туул, Хараа-Гол, Ерее-Гол та чимало інших, витоки яких знаходяться в Хентийських горах і які впадають у Селенгу.
Найвищі гори Делгерхан та Сонгол з висотами 1427 – 2226 метрів над рівнем моря.

## Природа
47% території – пасовища та рілля, 42% -- ліси. Переважає сосна, тополя, модрина, береза, сибірські кедри, верба. З ягід можна зустріти брусницю, ожину, смородину, порічки, у лісах багато грибів. Тваринний світ представлений лосем, риссю, лисицею, ведмедем, оленем, бабаком, кабаном, вовком, корсаком, зайцем.

## Клімат
Різкоконтинентальний клімат, середня температура січня -21-23 градуси С, середня температура липня +14 +18 градуси С, у середньому в рік випалає 250-450 мм опадів.

## Економіка
Аймак багатий залізною та мідною рудою, кам’яним вугіллям, хімічною та будівельною сировиною. Вугільне родовище Улаан-Овоо, розвідані запаси 209 млн тонн. У родовищі знаходиться шахта виробнича потужність якої розрахована на 6 млн тонн. 
Понад половина всього виробництва зерна у Монголії. У місті Алтанбулаг створюється вільна економічна зона.

## Адміністративно-територіальний поділ
| №п/п | сомон        | Площа тис км кв | Населення | Центр       |
| 1    | Алтанбулаг   | 2,1             | 3300      | Алтанбулаг  |
| 2    | Баруунбурен  | 2,9             | 3200      | Бургалтай   |
| 3    | Баянгол      | 1,976           | 5600      | Баруунхараа |
| 4    | Ерее         | 8,2             | 5300      | Тавин       |
| 5    | Жавхлант     | 1,2             | 1800      | Жаргалант   |
| 6    | Жуунбурен    | 1,2             | 2400      | Жаргалант   |
| 7    | Мандал       | 4,8             | 4200      | Мандал      |
| 8    | Орхон        | 1,3             | 2800      | Нарт        |
| 9    | Орхонтуул    | 2,8             | 3800      | Орхонтуул   |
| 10   | Сайхан-сомон | 1,4             | 9000      | Номгон      |
| 11   | Тушиг        | 2,4             | 1600      | Зелтер      |
| 12   | Хушаат       | 2,3             | 1700      | Енхтал      |
| 13   | Худер        | 2,8             | 2200      | Булагтай    |
| 14   | Цагааннуур   | 3,9             | 2400      | Хуурч       |
| 15   | Шаамар       | 0,7             | 3200      | Делгерхан   |

## Пам’ятки
У місті Дуланхан розташоване єдине у Монголії підприємство з виробництва традиційних монгольських луків та стріл. Протягом року виготовляється близько півсотні наборів. Кожен набір виготовляється протягом 4 місяців. Вартість кожного набору близько 200 доларів США.
Монастир Амарбайсгалант – один з трьох головних буддійських центрів Монголії в минулому, монастир було збудовано в 1737 році.
Священне дерево поблизу сомону Шамар Селенгинського аймаку, також називається «Гай виконання бажань», являє собою давно засохшу сосну віком не менше 200 років. Серед дарів зазвичай зустрічаються цукерки, гроші, просо, стоять чарки з горілкою. Загальна площа святилища складає 250 кв. м

## Цікаві факти
У місті Зуунхараа у 1943 році проходив службу російський режисер Леонід Гайдай, який там відбирав коней для Радянської армії. Пізніше Гайдай згадував що деякі епізоди в його фільмах навіяні спогадами про перебування в Монголії.
•	